# 超ハジバム2。ツア→♪♪。〜sumire。いつまでも俺は君を歌うよ2015〜
『超ハジバム2。ツア→♪♪。〜sumire。いつまでも俺は君を歌うよ2015〜』は、ハジ→の3枚目のライブDVDである。

## 概要
- メジャー2ndアルバム『超ハジバム2。』を引っさげて行われたツアー『超ハジバム2。ツア→♪♪。〜sumire。いつまでも俺は君を歌うよ2015〜』から2015年3月21日にTOKYO DOME CITY HALLで行われた最終公演の模様を収録。

## 収録映像曲
- 本編

1. ヘイ・ユ→!!!!。
2. more BEAUTIFUL☆。
3. マヤカシ♀。
4. 理想にJUMPッ♂。
5. for YOU。
6. 逆転満塁ホ→ムラン☆♪。
7. 音楽のチカラ。feat. TEE
8. ずっと。
9. 証。
10. 指輪と合鍵。feat. Ai from RSP
11. たからもの。 feat. SA.RI.NA
12. sumire。
13. HAZZIE's MUSIC SHOWCASE。
14. EVERY☆BODYww♪♪。
15. 踊れジャポネ→ゼ♪♪。
16. ぱぴぷぺぱーり→。
17. 卒業サヨナラ。
18. おまえに。

- アンコール

1. 君と。
2. 人生は素晴らしい物語。